# 잇세이 나카지마
잇세이 모건 나카지마-패런(일본어: 中島ファラン一生, 영어: Issey Morgan Nakajima-Farran, 1984년 5월 16일 ~ )은 캐나다의 전 축구 선수이다. 캐나다인 아버지와 일본인 어머니 사이에서 태어났으며, 과거 캐나다 축구 국가대표팀의 멤버이기도 했다.